# Sinagra, Western Australia
Sinagra är en förort till Perth i Australien. Den ligger i kommunen Wanneroo och delstaten Western Australia, omkring 24 kilometer norr om centrala Perth. Antalet invånare är 1 787. Den ligger vid sjön Lake Joondalup. Närmaste större samhälle är Wanneroo, nära Sinagra. 